# GemRB
GemRB (Game engine made with pre-Rendered Background) — це вільний порт ігрового рушія Infinity Engine, який використовується в ряду комп'ютерних рольових ігор.
Підтримує багато платформ, включаючи Haiku, Linux, Android, Maemo, Mac OS X, Microsoft Windows та інші.
GemRB дозволяє запускати ігри серій Baldur's Gate, Icewind Dale та Planescape: Torment.
15 грудня 2010 випущена версія для ОС Google Android. Станом на початок 2011 року ведеться портування на Apple iOS.